# Gorgier
Gorgier je bývalá samostatná obec v kantonu Neuchâtel na západě Švýcarska. Žije zde asi 2000 obyvatel. 
Dříve samostatná obec vytvořila k 1. lednu 2018 společně s obcemi Bevaix, Fresens, Montalchez, Saint-Aubin-Sauges a Vaumarcus novou obec La Grande Béroche.

## Geografie

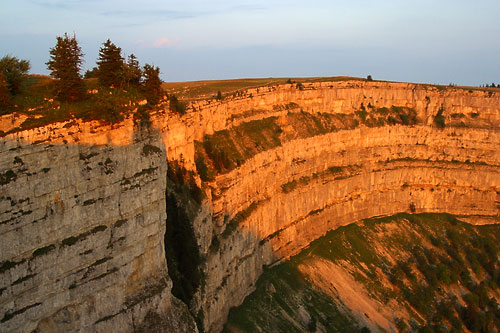
Creux du Van

Gorgier leží v nadmořské výšce 491 m, 15 km jihozápadně od hlavního města kantonu, Neuchâtelu, na severozápadním břehu Neuchâtelského jezera a na jižním úpatí Jury.
Území obce o rozloze 14,0 km² se táhne od úzkého pobřeží na severozápad po zpočátku mírně stoupajícím svahu Jury. Horní část tohoto svahu je hustě zalesněná a poměrně strmá (Côte de Gorgier a Côte de Saint-Aubin). Na severu patří ke Gorgieru výšiny antiklinály Soliatu: La Chaille (nejvyšší bod obce 1451 m n. m.) a Signal de Lessy (1387 m n. m.), oddělené od sebe údolím Combe du Laga. Zde se nacházejí rozsáhlé jurské vysokohorské pastviny s typickými mohutnými smrky, které zde stojí buď jednotlivě, nebo ve skupinách. Na úplném severozápadě patří k území obce skalní útvar Creux du Van na severovýchodním úbočí Soliatu, která leží v povodí řeky Areuse. Jedním z vodních toků v oblasti je Argentine.
V roce 1997 tvořila 7 % rozlohy obce zastavěná plocha, 56 % lesy a lesní porosty, 35 % zemědělství a něco málo přes 2 % neproduktivní půda. Sousedními obcemi Gorgier byly Saint-Aubin-Sauges, Montalchez, Val-de-Travers, Boudry a Bevaix v kantonu Neuchâtel a Provence v kantonu Vaud.

## Historie

Letecký pohled (1954)

Gorgier má dlouhou tradici osídlení. Pobřeží jezera bylo osídleno již v neolitu. Další stopy osídlení byly nalezeny z doby halštatské, římské (pozůstatky vily obývané ve 2. a 3. století) a burgundské.
První písemná zmínka o obci pochází z roku 1252 pod názvem Corgie. Od 13. století byl Gorgier centrem malého panství, které zahrnovalo oblast Béroche s vesnicemi Saint-Aubin, Sauges, Fresens a Montalchez a mělo také práva v Cortaillod a převorství Bevaix. Původně patřilo panství pánům z Estavayer, ale po roce 1344 přešlo pod svrchovanost hrabat z Neuchâtelu a zůstalo dlouho relativně nezávislé. Od roku 1433 do roku 1678 bylo spojeno s panstvím Vaumarcus. V roce 1749 se Gorgier definitivně dostal pod Neuchâtelské knížectví, které bylo od roku 1707 spojeno personální unií s Pruským královstvím. V roce 1806 byla oblast postoupena Napoleonovi a v roce 1815 se v rámci Vídeňského kongresu stala součástí Švýcarské konfederace, ačkoli pruští králové zůstali knížaty Neuchâtelu až do Neuchâtelské smlouvy z roku 1857.

## Obyvatelstvo
Z obyvatel je 86,2 % francouzsky mluvících, 5,5 % německy mluvících a 2,2 % italsky mluvících (k roku 2000). Populace Gorgier se zvyšovala jen pomalu z 1850 (866 obyvatel) na 1950 (1012 obyvatel), od té doby je pozorován jasný rostoucí trend. Zástavba obce Gorgier plynule splynula ze zástavbou obce Saint-Aubin.

## Hospodářství
Až do poloviny 20. století byla obec Gorgier charakteristická především zemědělstvím. Na svazích v blízkosti břehu jezera se rozprostírají vinice, nad nimiž převažuje orná půda. Na vrcholcích Jury převažuje chov dobytka, zejména dojnic. Průmyslová činnost, jako je přesné soustružení a zpracování octa, je zde jen v omezené míře. V posledních desetiletích se Gorgier rozvinul v rezidenční obec. Četní pracující dojíždějí za prací do oblasti Neuchâtelu.

## Doprava
Bývalá obec má dobré dopravní spojení. Nachází se v blízkosti hlavní silnice č. 5 z Neuchâtelu do Yverdonu. Po otevření úseku dálnice A5 (Neuchâtel–Yverdon) v roce 2002 byla čtvrť Chez-le-Bart na silnici u jezera odlehčena od tranzitní dopravy. Dálnice A5 prochází pod Gorgier v tunelu. Železniční trať Železniční trať Neuchâtel–Yverdon byla slavnostně otevřena 7. listopadu 1859. Na hranici obou obcí se nachází železniční stanice Gorgier-Saint-Aubin. Autobusové linky do Yverdonu, Boudry a Provence zajišťují další spoje veřejné dopravy.